# Mikhaïl Lozinski
Mikhaïl Leonidovitch Lozinski (russe : Михаи́л Леони́дович Лози́нский), né en 1886 et mort en 1955, est un poète russe et soviétique, proche des acméistes, également traducteur, et un des fondateurs de l'école soviétique de traduction poétique. Il a été condamné pour activités antisoviétiques en 1932 et n'a été réhabilité qu'en septembre 1989. Il a reçu le prix Staline en 1946, pour sa traduction de la Divine Comédie.

## Biographie
Mikhaïl Lozinski est né le 8 juillet 1896 (20 juillet dans le calendrier grégorien) à Gatchina, actuellement dans l'oblast de Leningrad. Son père est Leonid Lozinski (ru), issu de la noblesse de cour, avoué assermenté, également bibliophile. Il achève des études au 1er lycée classique de Saint-Pétersbourg avec une médaille d'or. Il continue ensuite ses études à l'université de Berlin. En 1909, il obtient son diplôme de droit.
Il est proche des poètes de l'Âge d'argent, participe au mouvement acméiste, se lie d'amitié avec Ossip Mandelstam et Anna Akhmatova, et devient un ami proche de Nikolai Goumilev. En 1912 il crée avec Goumilev et Sergueï Gorodetski la revue mensuelle (ru) Гиперборей (Hyperborée), où publient les acméistes, en est éditeur et rédacteur, et y publie ses premiers vers. Il participe à l'Atelier des poètes de Goumilev. Il fait également un long séjour en Italie.
De 1913 à 1917, il est rédacteur de la revue Apollon. En 1914, il commence à travailler à la Bibliothèque nationale russe en qualité de bibliothécaire et de consultant, et y exercera jusqu'en 1937. En 1916, il publie le recueil de vers (ru) Горный ключ (La clé des montagnes), réédité en 1922.
Après la révolution d'Octobre, en plus de son activité à la Bibliothèque nationale, il collabore activement avec Maxime Gorki, qui le fait entrer aux éditions (ru) Всемирная литература (Littérature du monde entier), où il est employé comme traducteur et comme rédacteur.
Mikhaïl Lozinski se consacre alors, et continuera de se consacrer, à la traduction des classiques occidentaux. Il privilégie la grande poésie et la dramaturgie, mais traduit aussi de la prose. Sa principale traduction est celle de la Divine Comédie, de Dante Alighieri. Il a fait connaitre en URSS des classiques comme William Shakespeare, Richard Brinsley Sheridan, Pierre Corneille, Molière, Lope de Vega, Miguel de Cervantes, Carlo Gozzi, Prosper Mérimée, Romain Rolland. Il traduit aussi des poètes orientaux, comme Ferdowsî, Sadat-Nova et le poète romantique géorgien Nikoloz Baratachvili.
En 1921, il est brièvement arrêté dans le cadre de l'affaire de la conspiration de Tagantsev, montée contre Goumilev et d'autres intellectuels. Le 20 mars 1932, il est arrêté et condamné à trois années de privation de liberté par une décision du 17 juin 1932 du collège de la Guépéou, sur le fondement de l'article 58-10 du code pénal de la RSFSR (activité antisoviétique et propagande). Il est ensuite inquiété à plusieurs reprises, doit quitter dans l'urgence Leningrad en 1935, est licencié le 2 février 1938 de la Bibliothèque nationale après avoir été attaqué le 23 octobre 1937 dans une session du PCU(b) pour « sabotage » et « dénigrement du travail scientifique » à propos des évènements d'octobre 1917. Il ne sera réhabilité qu'en septembre 1989,.
Il était marié avec T. B. Chapirova, fille du médecin militaire et activiste de La Croix-Rouge Boris Chapirov (ru). Leur fille a épousé Nikita Tolstoï (ru), fils d'Alexis Nikolaïevitch Tolstoï. Sa petite fille Natalia Tolstoï (ru) est également écrivaine et traductrice. Le grand-père de Mikhaïl Lozinski était marié avec la sœur d'Alexandre Blok, dont il a été également très proche.
Il est mort le 31 janvier 1955 à Leningrad. Il est enterré à la passerelle des Écrivains du cimetière Volkovo de Saint-Pétersbourg.

## Œuvre

### Écrire, traduire, et lire

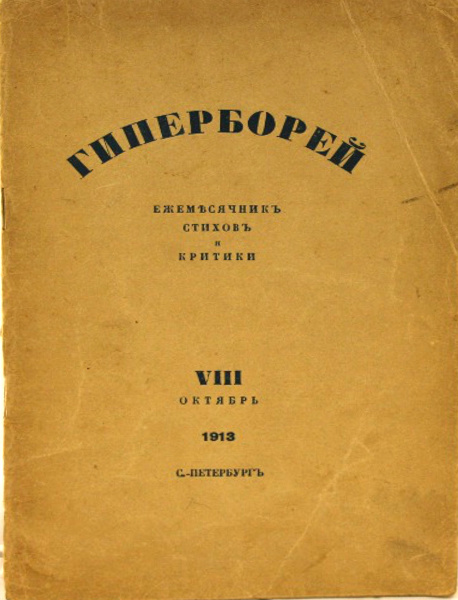
Couverture du numéro VIII dHyperborées, en 1913

Son seul recueil de vers publié est (ru)Горный ключ (La clé des montagnes). Des poèmes sont parus dans Hyperborées. Ses premiers vers sont « irréprochables et raffinés », très proches de la poésie symboliste. Il affirme très vite un style propre, pur, qui sera la ligne distinctive de ses traductions poétiques.
Celles-ci ont recueilli les plus grands éloges,,. Anna Akhmatova dit lors de ses funérailles que « dans le difficile et gratifiant art de la traduction, Lozinski fut pour le XXe siècle ce que fut Joukovski au XIXe siècle ». Dans un article publié en France en 2000, Efim Etkind évoque la ressemblance « effrayante » du poème de Heine écrit en 1924 pour la mort de Byron, avec la traduction de Lozinski, alors que celle-ci le reconstruit complètement. Finalement tout est dit, et tout est pourtant exprimé différemment.
Son élève et ensuite époux de sa petite fille Natalia Tolstoï, Ignati Ivanovski, rapporte de leurs échanges sur la traduction les propos suivants :

« J'aime parfois utiliser des tournures se tenant, semble-t-il, à la limite de deux langues, à la limite de ce qui est possible en russe... Mais c'est seulement une apparence. Vérifiez n'importe laquelle de mes lignes en pensant à l'histoire de la langue russe, et vous verrez, que ces tournures ont toute leur place dans les deux langues. »

« Il faut avouer, que j'ai lu très peu de traductions faites par d'autres. Comme si on voulait toujours lire dans l'original. C'est pourquoi j'ai de bien grandes lacunes dans ma connaissance de la littérature mondiale. En fait on ne lit que ce que l'on traduit. »

Il était ainsi inconvenant de lire une traduction chez Mikhaïl Lozinski : « Tu devrais lire Lope de Vega, apprend donc l'espagnol ! ».

### Recueils
- (ru) Горный ключ. Стихи. [« La clé des montagnes. Vers. »], Petrograd - Moscou, Альциона,‎ 1916 - deuxième édition Petrograd, Мысль, 1922.

- (ru) Багровое светило - Стихи зарубежных поэтов в переводе Михаила Лозинского [« Le pourpre a brillé - Poèmes de poètes étrangers dans la traduction de Mikhaïl Lozinski »], Moscou, Прогресс, 1974, coll. « Мастера поэтического перевода » (no 17),‎ 1974, 216 p. (lire en ligne)

### Traductions
- de l'anglais :
  - Francis Beaumont, John Fletcher : The spanish curate (1932) ;
  - William Shakespeare : Hamlet, prince de Danemark (1933) ; La Nuit des rois (1953) ; Macbeth ; Othello ; Richard II ; Le Songe d'une nuit d'été (1954) ;
  - Richard Brinsley Sheridan : L'École de la médisance (1941) ;
  - Samuel Taylor Coleridge : Le rossignol [lire en ligne] ;
  - Rudyard Kipling : Si ;
- de l'espagnol :
  - Lope de Vega : La veuve de Valence (1939); El perro del hortelano (1938); La dama boba (1944); Fuenteovejuna (1951) ;
  - Juan Ruiz de Alarcón y Mendoza : La Vérité suspecte (1941) ;
  - Tirso de Molina : Don Gil de vert vêtu (1944) ;
  - Miguel de Cervantes Saavedra : L’Ingénieux Hidalgo Don Quichotte de la Manche — Poésies ;
- de l'italien :
  - Dante Alighieri : Divine Comédie (1939-1945) ;
  - Benvenuto Cellini: Vita (1931) ;
  - Gabriele D'Annunzio : La Pisanelle (1922) ;
- de l'allemand :
  - Johann Wolfgang von Goethe : A Lili Schoenemann, et d'autres poésies ;
- du français :
  - Molière : Tartuffe ou l'Imposteur (1940) ;
  - Voltaire : La Pucelle d'Orléans (La traduction est de Nikolaï Goumilev, Gueorgui Adamovitch et Gueorgui Ivanov mais de 1920 à 1980 leur nom ne fut pas indiqué sur la publication) ;
  - Pierre Corneille : Le Cid (1938) ;
  - Charles Leconte de Lisle : Les Érinnyes ;
  - Henri de Régnier : La Pécheresse ; Romaine Mirmault (1926) ;
  - André Gide : Les caves du Vatican (1927) ;
  - Prosper Mérimée : L'Abbé Aubain , Carmen ;
  - Romain Rolland :Colas Breugnon (1934) ;
  - Victor Hugo : Angelo, tyran de Padoue ;
- de l'arménien :
  - Sayat-Nova : J'étais à Abache, et tout un monde passa…, Ta voix est réjouissante et ton propos plaisant…, Notre monde, fenêtre оuverte… ;

- du persan :
  - Ferdowsî : Fragments (1934).

## Prix et distinctions
- Prix Staline, 1er grade (1946), pour la traduction de la Divine Comédie de Dante Aghilieri ;
- Ordre de l'Insigne d'honneur (1939)

## Résidences à Petrograd et Leningrad
- 1912-1913 : 2, Volkhovski pereoulok ;
- 1913-1915 : maison Kornilov, 26/28, Maly prospect ;
- 1915-1941, 1945-1955 : 73/75 Kamennoostrovski prospeky.

## Postérité
- Une plaque en son honneur, sculptée par R. I. Robatchevski, a été apposée en 1963 sur l'immeuble du 73/75 Kamennoostrovski prospekt[1].